# Alinen Savijärvi
Alinen Savijärvi och Ylinen Savijärvi är sjöar i Finland. De ligger i kommunen Hattula i landskapet Egentliga Tavastland, i den södra delen av landet, 100 km norr om huvudstaden Helsingfors. Alinen Savijärvi ligger 108,8 meter över havet. Arean är 93,7 hektar och strandlinjen är 4,51 kilometer lång. Sjön  ingår i Kumo älvs huvudavrinningsområde.   I omgivningarna runt Alinen Savijärvi växer i huvudsak blandskog.